# Somntongo
Somntongo es un tinkhundla situado en el distrito de Shishelweni, (Suazilandia) de unos 5500 habitantes.